# Phaulacantha
Phaulacantha is een geslacht van vlinders van de familie bladrollers (Tortricidae), uit de onderfamilie Olethreutinae.

## Soorten
- P. acyclica Diakonoff, 1973
- P. catharostoma (Meyrick, 1921)
- P. metamelas Diakonoff, 1973